# Little Marlow
Little Marlow är en ort och civil parish i Storbritannien.   Den ligger i kommunen Buckinghamshire och riksdelen England, i den södra delen av landet, 40 km väster om huvudstaden London. Little Marlow ligger 35 meter över havet och antalet invånare är 130.
Terrängen runt Little Marlow är huvudsakligen platt. Little Marlow ligger nere i en dal. Runt Little Marlow är det tätbefolkat, med 442 invånare per kvadratkilometer. Närmaste större samhälle är Slough, 13,0 km sydost om Little Marlow. I omgivningarna runt Little Marlow växer i huvudsak blandskog.